# Pietro Sighel
Pietro Sighel (Trente, 15 juli 1999) is een Italiaans shorttracker. 

## Achtergrond
Sighel begon op zijn vierde met shorttracken en komt uit een schaatsfamilie. Zijn vader Roberto Sighel kwam tussen 1988 en 2002 als langebaanschaatser vijf keer uit op de Olympische Winterspelen. Pietro's oudere zus Arianna Sighel is eveneens actief in het shorttrack.

## Biografie
Sighel won op de wereldkampioenschappen voor junioren twee bronzen medailles op individuele afstanden (500 en 1500 meter). Sighel maakte zijn debuut op de Europese kampioenschappen shorttrack in 2021 in Gdańsk. Hij werd direct tweede in het eindklassement achter Semjon Jelistratov, door een zilveren plak op de 500 meter en winst in de 3000 meter superfinale. Bovendien werd op het onderdeel aflossing zilver gepakt met de Italiaanse aflossingsploeg, buiten Sighel verder bestaande uit Andrea Cassinelli, Yuri Confortola en Luca Spechenhauser. Tijdens de wereldkampioenschappen van 2021 anderhalve maand later won Sighel driemaal brons, op de 500 en 1000 meter en met de aflossingsploeg, ditmaal met Tomasso Dotti in plaats van Cassinelli. 
Tijdens de Olympische Winterspelen 2022 in Peking reed Sighel alle afstanden. Hij haalde de finale over 500 meter, maar kwam daarin ten val en kon geen tijd neerzetten. De langere afstanden eindigden door penalty's al vroegtijdig. Samen met de aflossingsploegen won hij twee medailles, de zilveren medaille op het nieuwe onderdeel de 2000 meter gemengde aflossing en de bronzen medaille met de 5000 meter aflossing mannen. 
In 2023 werd Sighel voor het eerst Europees kampioen. Dit werd hij op de 500 meter. Twee maanden later werd hij op die afstand ook voor het eerst wereldkampioen.